# M'hamid (Marrakech)
M'hamid, parfois orthographié Mhamid, ou El Mhamid (en arabe : المحاميد ; en berbère : ⵍⵎⵃⴰⵎⵉⴷ) est un secteur situé au sud-ouest de l'agglomération de Marrakech, dans l'arrondissement Ménara. Situé au-delà de l'Aéroport Marrakech-Ménara, il se déploie le long de l'Avenue Guemassa (route d'Agafay), une des pénétrantes de la ville. Les quartiers qui le composent sont populaires ou défavorisés.

## Histoire
À l'origine, M'hamid était un douar périurbain situé en dehors de l'agglomération, dont la population n'excédait guère les 700 habitants en 1960. Ce douar, qui forme de nos jours le quartier M'hamid El Qdim (le vieux M'hamid), est aujourd'hui englobé dans un vaste secteur en pleine croissance, qui comptait déjà au début des années 2010 près de 100 000 habitants.
M'hamid connaît en effet un développement ininterrompu depuis la fin des années 1980, développement qui culmine avec la création au cours de la seconde moitié des années 2010 des quartiers M'hamid 7, 9 et 10.

## Quartiers et lotissements

### Existants
- M'hamid El Qdim (M'hamid 1)
- M'hamid 2
- M'hamid 3
- M'hamid 4 (Ennahda 1)
- Ennahda 2
- M'hamid 5 (Quartier Addoha)
- Ighli 7
- Sâada 3
- Saada 4
- Housna
- Hay Zakaria
- Noha
- Adrar
- Ibn Sina
- Lotissement Hamza
- Roumia
- Douar Haha
- Borj Ezzaytoun
- El Amal
- Ennassim
- Salama
- Abwab Atlas
- Berradi 2
- M'hamid 7
- M'hamid 9
- Douar Soultan

### En développement
- M'hamid 10
- Al Goumi

## Transports
La ligne sera prochainement desservie par la ligne B du Bus à haut niveau de service de Marrakech. Sa mise en service, prévue en 2019, a été différée. En 2019, M'hamid est desservi par les lignes urbaines et périurbaines suivantes :
- L11 M'hamid - L.B Youssef
- L12 M'hamid 9 - Sâada
- L18 M'hamid - Sâada
- L20 Bab Aghmat - M'hamid
- L21 M'hamid - Hay Hassani
- L33 Sidi Mimoun - Aït Imour